# Квемо-Нагвазаво
Квемо-Нагвазаво (груз. ქვემო ნაგვაზავო) — село в Грузии, на территории Мартвильского муниципалитета края (мхаре) Самегрело-Верхняя Сванетия.

## География
Село находится в западной части Грузии, на левом берегу реки Абаши, на расстоянии приблизительно 5 километров к югу от города Мартвили, административного центра муниципалитета. Абсолютная высота — 131 метр над уровнем моря.

## Население
По результатам официальной переписи населения 2014 года в Квемо-Нагвазаво проживало 734 человека (357 мужчин и 377 женщин). В национальной структуре населения грузины составляли 100 %.
| Год  | Население, человек |
| ---- | ------------------ |
| 2002 | 1024               |
| 2014 | ↘ 734              |